# Lempira (Honduras)
Lempira é um departamento nas Honduras.

## Municípios
1. Belén
2. Candelaria
3. Cololaca
4. Erandique
5. Gracias
6. Gualcince
7. Guarita
8. La Campa
9. La Iguala
10. Las Flores
11. La Unión
12. La Virtud
13. Lepaera
14. Mapulaca
15. Piraera
16. San Andrés
17. San Francisco
18. San Juan Guarita
19. San Manuel Colohete
20. San Marcos de Caiquín
21. San Rafael
22. San Sebastian
23. Santa Cruz
24. Talgua
25. Tambla
26. Tomalá
27. Valladolid
28. Virginia